# Euphorbia taihsiensis
Euphorbia taihsiensis är en törelväxtart som först beskrevs av Shu Miaw Chaw och Daryl Lee Koutnik, och fick sitt nu gällande namn av Robertus Cornelis Hilarius Maria Oudejans. Euphorbia taihsiensis ingår i släktet törlar, och familjen törelväxter.
Artens utbredningsområde är Taiwan. Inga underarter finns listade i Catalogue of Life.